# Comedown
«Comedown» es una canción del grupo de Post grunge Bush de su álbum de 1994 Sixteen Stone. Fue lanzada como tercer sencillo del álbum en 1995. La canción es una de las más populares de Bush, siendo la primera en entrar en el top 40 de la lista Billboard llegando al puesto 30.
La canción se reproduce regularmente en las radios de rock moderno.
"Comedown" fue esencialmente lo que lanzó la carrera de Bush haciendo a Sixteen Stone a llegar a vender más de 6 millones de copias mientras que Glycerine fue su hit más masivo. Su vídeo fue dirigido por Jake Scott.
Aparece en el juego Guitar Hero 5 y en la película Fear.

## Posicionamiento
| Listas                          | Posición |
| ------------------------------- | -------- |
| U.S. Billboard Hot 100          | 30       |
| U.S. Alternative Songs          | 1        |
| U.S. Hot Mainstream Rock Tracks | 2        |
| UK Singles Chart                | 19       |

- Datos: Q5151414